# كينيث إيفز
كينيث إيفز (بالإنجليزية: Kenneth Ives)‏ هو مخرج وممثل بريطاني، ولد في 26 مارس 1934.

## أعمال

### أفلام
- (1968) الأسد في الشتاء

## وصلات خارجية
- كينيث إيفز على موقع IMDb (الإنجليزية)
- كينيث إيفز على موقع قاعدة بيانات الفيلم (الإنجليزية)